# ソーラ
ソーラ（伊: Sora）は、イタリア共和国ラツィオ州フロジノーネ県にある、人口約25,000人の基礎自治体（コムーネ）。

## 地理

### 位置・広がり
フロジノーネ県の北部に位置するコムーネ。県都フロジノーネから東北東へ24km、カッシーノから北西へ31km、アヴェッツァーノから南南東へ38km、ローマから東南東へ95kmの距離にある。

#### 隣接コムーネ
隣接するコムーネは以下の通り。括弧内のAQはラクイラ県（アブルッツォ州）所属を示す。
- アルピーノ
- バルソラーノ (AQ)
- ブロッコステッラ
- カンポリ・アッペンニーノ
- カステッリーリ
- イーゾラ・デル・リーリ
- モンテ・サン・ジョヴァンニ・カンパーノ
- ペスコゾーリド
- ヴェーロリ

### 気候分類・地震分類
ソーラにおけるイタリアの気候分類 (it) および度日は、zona E, 2150 GGである。
また、イタリアの地震リスク階級 (it) では、zona 1 (sismicità alta) に分類される。

## 行政

### 山岳部共同体
広域行政組織である山岳部共同体「ヴァッレ・デル・リーリ山岳部共同体」 (it:Comunità montana Valle del Liri) （事務所所在地: アルチェ）を構成するコムーネの一つである。

## 人物

### 著名な出身者
- カエサル・バロニウス - 16-17世紀の枢機卿・歴史家。
- ヴィットリオ・デ・シーカ - 20世紀の映画監督・俳優。
- ダヴィデ・ザッパコスタ - サッカーイタリア代表。

## 姉妹都市
- ヴォーン、カナダ
- アティス＝モンス、フランス